# Hilarion (biskup Morza Czerwonego)
Hilarion – duchowny Koptyjskiego Kościoła Ortodoksyjnego, od 2019 biskup Prowincji Morza Czerwonego z siedzibą w Hurghadzie.

## Życiorys
W 1999 złożył śluby zakonne w monasterze Rzymian i przyjął święcenia kapłańskie. Sakrę biskupią otrzymał 9 czerwca 2019.